# Gruppo Sportivo Trancerie Mossina
Il Gruppo Sportivo Trancerie Mossina è stata una squadra di calcio italiana con sede a Guastalla. Il club ha disputato nella sua storia tre campionati di Serie C.

## Storia
Nel corso della Prima Divisione Emilia 1940-1941 il Pro Calcio di Guastalla si ritirò dalle competizioni. L'anno seguente la ditta "Trancerie Mossina" grazie all'interesse dal dirigente dell'azienda Orfeo Veronesi appassionato di calcio, diede origine al Gruppo Sportivo Trancerie Mossina.
Dopo aver vinto il girone B emiliano di Prima Divisione, il club ottenne l'accesso alla Serie C. Nella stagione 1942-1943 il club esordisce in terza serie, ottenendo il quinto posto nel girone C.
Interrotta l'attività sportiva per un biennio a causa della seconda guerra mondiale, il Trancerie Mossina fu inserito nel girone C della Serie C Alta Italia, ottenendo il nono posto finale. 
La stagione seguente il club retrocede in Prima Divisione dopo gli spareggi salvezza interregionali.
Il Trancerie Mossina squadra seguirà poi il destino dell'omonima azienda, fallendo negli anni '50. Il calcio tornerà a Guastalla a partire dal 1959, anno in cui venne fondata il Guastalla Calcio.